# 卡姆巴克 (印地安納州)
卡姆巴克（英語：Cumback）是位於美國印地安納州戴維斯縣的一個非建制地區。該地的面積和人口皆未知。

## 地理
卡姆巴克的座標為38°33′31″N 87°08′51″W / 38.55861°N 87.14750°W，而該地的平均海拔高度為144米（即472英尺）。